# Houtmankade

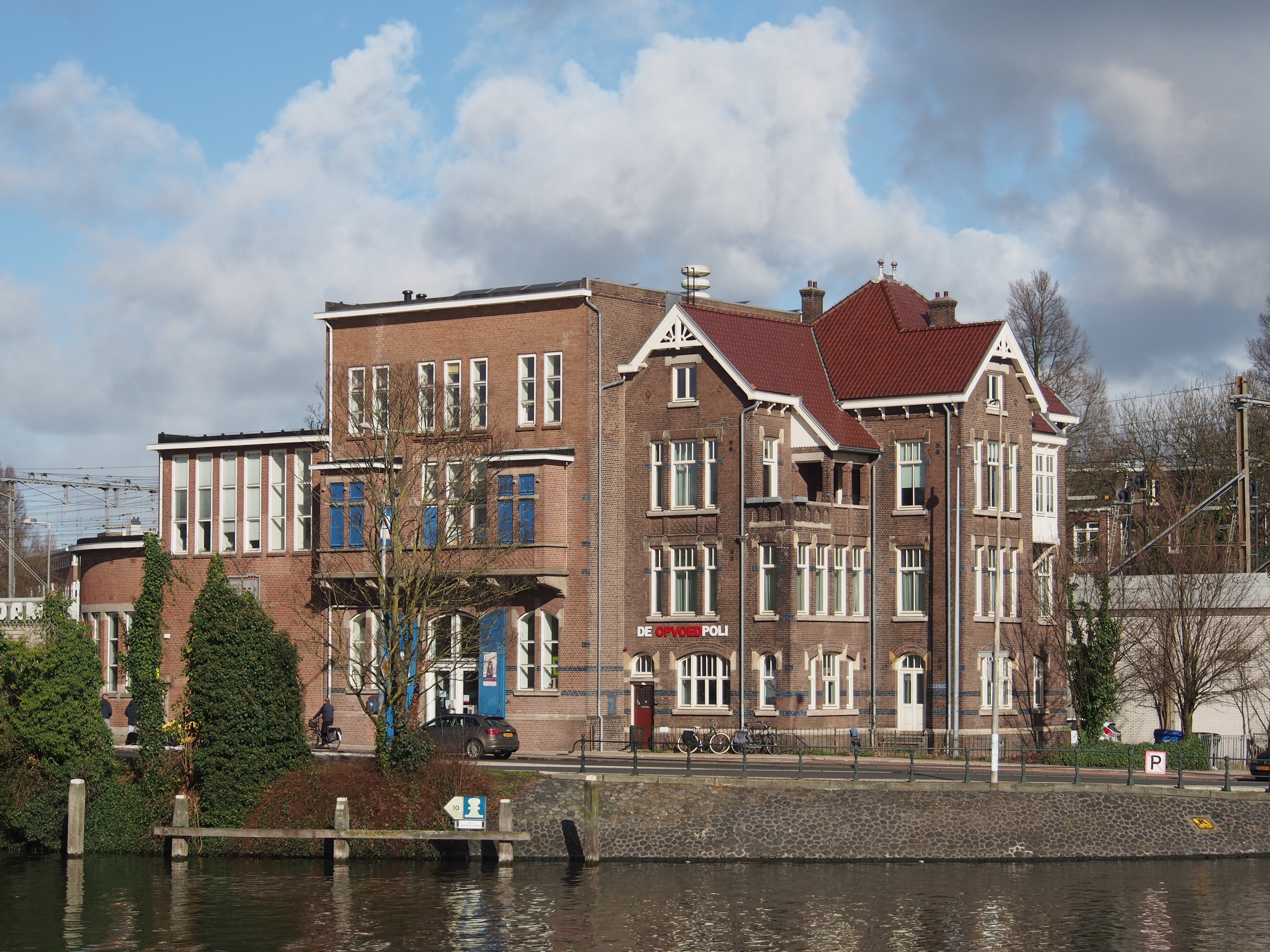
Houtmankade 330-336 (februari 2017)

De Houtmankade is de aanduiding van twee Amsterdamse kaden. De kaden liggen op de westelijke en oostelijke oevers van het Westerkanaal met als zijkanalen de Le Mairegracht, de Van Noordtgracht (naar het westen) en de Zoutkeetsgracht (naar het oosten). De westelijke kade ligt in de Spaarndammerbuurt, de oostelijke ligt in de Zeeheldenbuurt. De noordkant van de kaden grenst aan de brug genaamd Westerkeersluis (brug 346) en de Oude Houthaven. In het Westerkanaal ligt de Westerkanaalschutsluis.

## Geschiedenis en ligging
De straat kreeg haar naam in een raadsbesluit van 15 mei 1878. De naam van de kaden is ontleend aan Cornelis de Houtman (Gouda, 2 april 1565 - Atjeh, 1 september 1599). Hij was een Nederlandse koopman en ontdekkingsreiziger, die met de eerste Nederlandse vloot naar Oost-Indië voer. Hij voer via de Kaap de Goede Hoop naar Java.
De Houtmankade (westkant) met even nummering begint bij de Tasmanstraat en loopt langs het Westerkanaal. De Houtmankade loopt bij de spoorbrug in een bocht naar het westen. Daar komt de straat uit op het Westerpark. De spoorbrug, Singelgrachtbrug, over de Houtmankade heeft spoorwegen naar Haarlem en Zaandam.
De Houtmankade (oostzijde), oneven nummering, bestaat uit 2 gedeelten, omdat deze zijde van de Houtmankade onderbroken wordt door de Zoutkeetsgracht. Het eerste gedeelte van de kade begint bij de van Diemenstraat en loopt door tot de Zoutkeetsplein. Vanaf de Korte Zoutkeetsgracht loopt vervolgens het tweede gedeelte van de Houtmankade langs het Westerkanaal verder en gaat de kade bij het spoor over in de Schiemanstraat.

### Uiterlijk in 2019
De westzijde van de Houtmankade is geasfalteerd en is geschikt voor autoverkeer uit beide richtingen. Er is een fietsbaan aan één zijde aanwezig, gemarkeerd met rood asfalt en heeft 2 rijrichtingen. De westelijke Houtmankade maakt deel uit van de centrumring stadsroute 100, net zoals de Westerkeersluisbrug aan de noordkant van de kade.
De oostzijde van de Houtmankade is aangelegd met klinkers.

## Gebouwen
De Houtmankade is een mix van nieuwere en oudere gebouwen. De volgende markante gebouwen in neorenaissance stijl zijn aanwezig:
- Pakhuizen Medan, Bindjeij en Laboean, 1895. Architect: Hamer, W.
- Pakhuis De Houtman, 1881. Architect: Gendt, A.L. van
- Houtmankade 25-29, etagewoningen in opdracht van de Amsterdamsche Vereeniging tot het bouwen van Arbeiderswoningen, 1879-1884. Architect: Greef, B. de
- Houtmankade 31-33D, etagewoningen in opdracht van de Amsterdamsche Vereeniging tot het bouwen van Arbeiderswoningen, 1879-1884. Architect: Greef, B. de
- Houtmankade 59-67, woningen, Circa 1880. Architect: Meijer, J.W.
- Houtmankade 69, woonhuis, 1882. Architect: Meijer, J.W.
- Houtmankade 71-85, woningen, 1882. Architect: Meijer, J.W.
- Houtmankade 87-91, woningen, 1880. Architect: Meijer, J.W.
- Houtmankade 93-101, etagewoningen, 1881. Architect: Meijer, J.W.
- Houtmankade 330-336, voormalig onderstation van het gemeentelijke elektriciteitsnetwerk GEB en ingenieurswoning. Architect: Publieke Werken (1915-1928); sinds 2016 een gemeentelijk monument

## Openbaar vervoer
Tramlijn 3 rijdt in één richting over het zuidelijke gedeelte van de Houtmankade (oostzijde). De dichtstbijzijnde halten van deze tramlijn zijn op de (Korte) Zoutkeetsgracht en Haarlemmerplein.